# Sabancı-Zentralmoschee

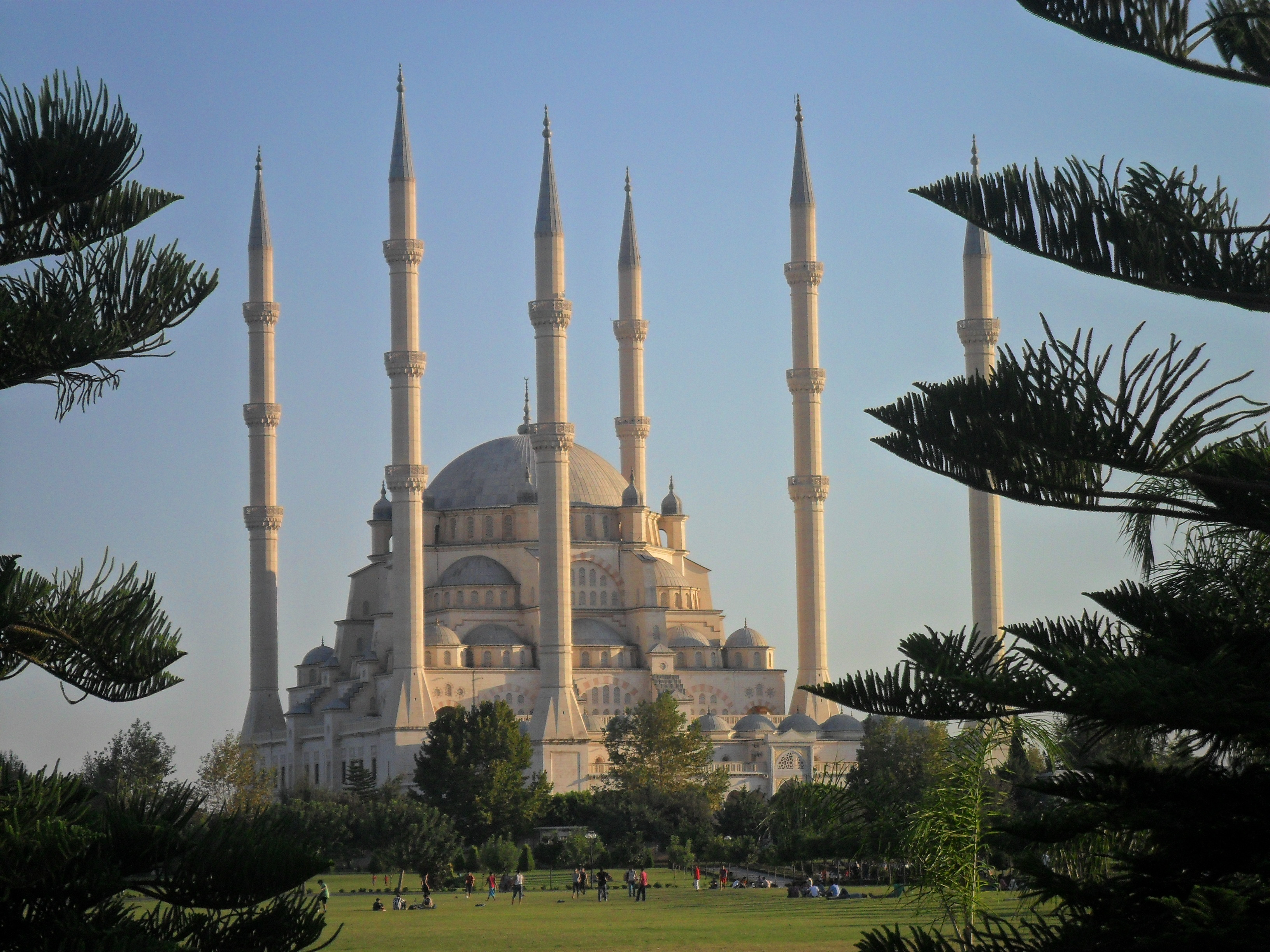
Sabancı-Zentralmoschee in Adana

Die Sabancı-Zentralmoschee (türkisch Sabancı Merkez Camii) in Adana ist die zweitgrößte Moschee in der Türkei und eine der größten der Welt. Sie wurde im Jahr 1998 eröffnet, Architekt war Necip Dinç.
Die Moschee besitzt sechs Minarette, von denen die vorderen vier (um die Zentralkuppel herum platziert) eine Höhe von 99 Metern aufweisen, die zwei hinteren sind 75 Meter hoch. Die größte der fünf Kuppeln hat einen Durchmesser von 32 Metern und eine Höhe von 54 Meter.
Von außen erinnert diese Moschee an die Sultan-Ahmed-Moschee („Blaue Moschee“) und an die Hagia Sophia in Istanbul. Die Innenarchitektur erinnert an die Selimiye-Moschee in Edirne.
Finanziert wurde der Bau zu 50 % durch Spenden der Bevölkerung und zu 50 % durch die Industriellenfamilie Sabancı.